# Radar (Shiva)
Radar è un singolo del rapper italiano Shiva, pubblicato il 18 gennaio 2019.

## Tracce
Testi e musiche di Andrea Arrigoni e Adam11.
1. Radar – 3:00